# نووبالتاچوو (شهرستان کراسنوکامسکی، باشقیرستان)
نووبالتاچوو (انگلیسی: Novobaltachevo, Krasnokamsky District, Republic of Bashkortostan) یک شهرک در شهرستان کراسنوکامسکی استان باشقیرستان کشور روسیه است.